# Dettifoss
Der Dettifoss ['tεhtɪˌfɔsː] (isl. „stürzender Wasserfall“) im Nordosten Islands ist einer der größten Wasserfälle Europas.

## Lage am Jökulsá á Fjöllum
Der Fluss Jökulsá á Fjöllum stürzt im Norden Islands, etwa 30 Kilometer vor der Mündung in den Arktischen Ozean, in die bis über 100 Meter tiefe Schlucht Jökulsárgljúfur. Die Wasserführung des Gletscherflusses beträgt im Jahresdurchschnitt 193 m³/s, schwankt allerdings jahreszeitlich. Der Fluss entwässert den Nordteil des Gletschers Vatnajökull. Beim subglazialen Vulkan Kverkfjöll verlässt die Jökulsá á Fjöllum den Gletscher durch Eishöhlen. Einen Kilometer nach der etwa 10 Meter hohen Stufe des Selfoss folgt der Dettifoss. Über eine Breite von etwa 100 Metern ergießen sich hier die grau-braunen Wassermassen über 44 Meter in die Tiefe und strömen dann etwa zwei Kilometer weiter dem 27 Meter hohen Hafragilsfoss zu. Durchschnittlich setzen die Wassermassen am Dettifoss eine Leistung von etwa 85 Megawatt um.

## Verkehr
Der Dettifoss kann auf der Westseite über eine neue Asphaltstraße (Route 862 – Dettifossvegur) erreicht werden. Diese zweigt von der N1 ab und ist 23,8 Kilometer lang. Am Ende befindet sich ein großer, kostenloser Parkplatz, der auch über WCs verfügt. Die 862 kann mit jedem Fahrzeug befahren werden.  
Das letzte Stück zum Wasserfall (ca. 1,5 Kilometer) muss über einen Wanderweg zu Fuß zurückgelegt werden. 
Auf der Ostseite führt die ältere Schotterstraße (Route 864 – Hólsfjallavegur) zum Dettifoss. Diese sollte nur mit Allradfahrzeugen befahren werden. 
Der Wasserfall liegt am Demantshringurinn (etwa diamantene Rundfahrt), einer bekannten Touristenroute um Húsavík und den See Mývatn in Nord-Island.

## Mediale Rezeption
Das musikalische Werk Dettifoss op. 57 von Jón Leifs ist von diesem Wasserfall inspiriert.
Der Wasserfall ist im Science-Fiction-Kinofilm Prometheus – Dunkle Zeichen aus dem Jahr 2012 zu Beginn in einer Szene zu sehen, in der er für eine Landschaft aus der Frühzeit der Erde steht.

## Bilder

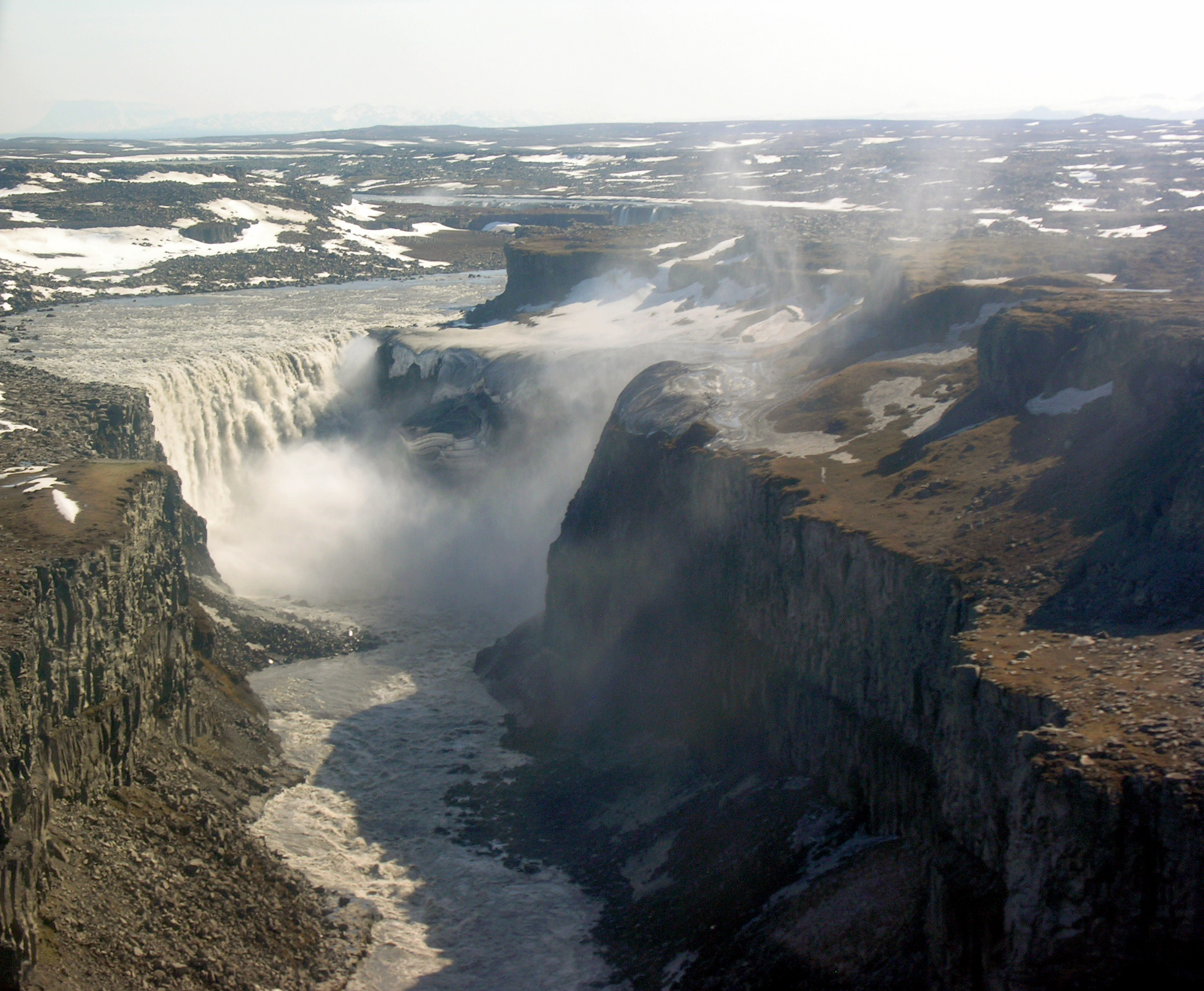
Dettifoss (Luftaufnahme)
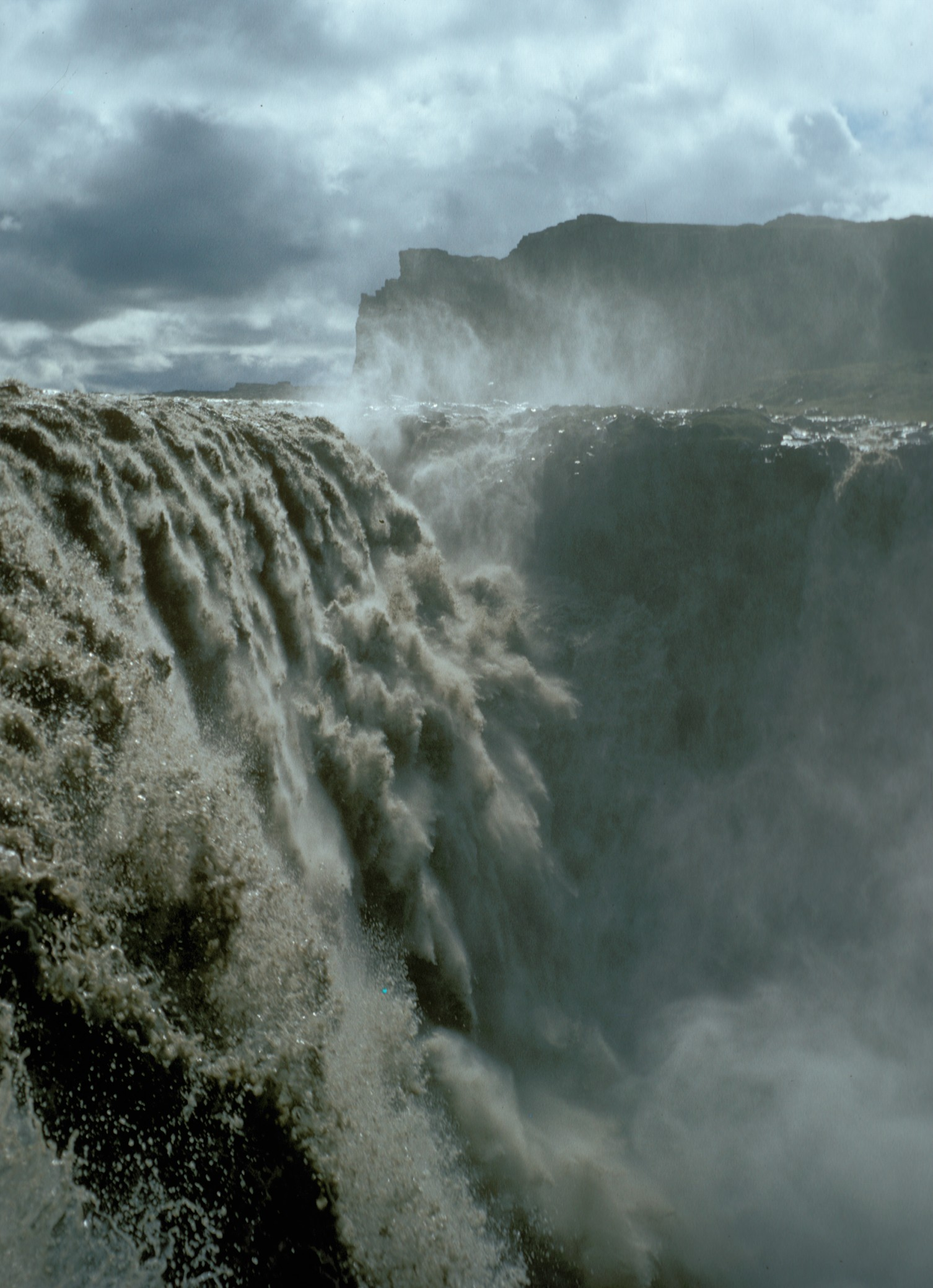
Dettifoss von der Ostseite
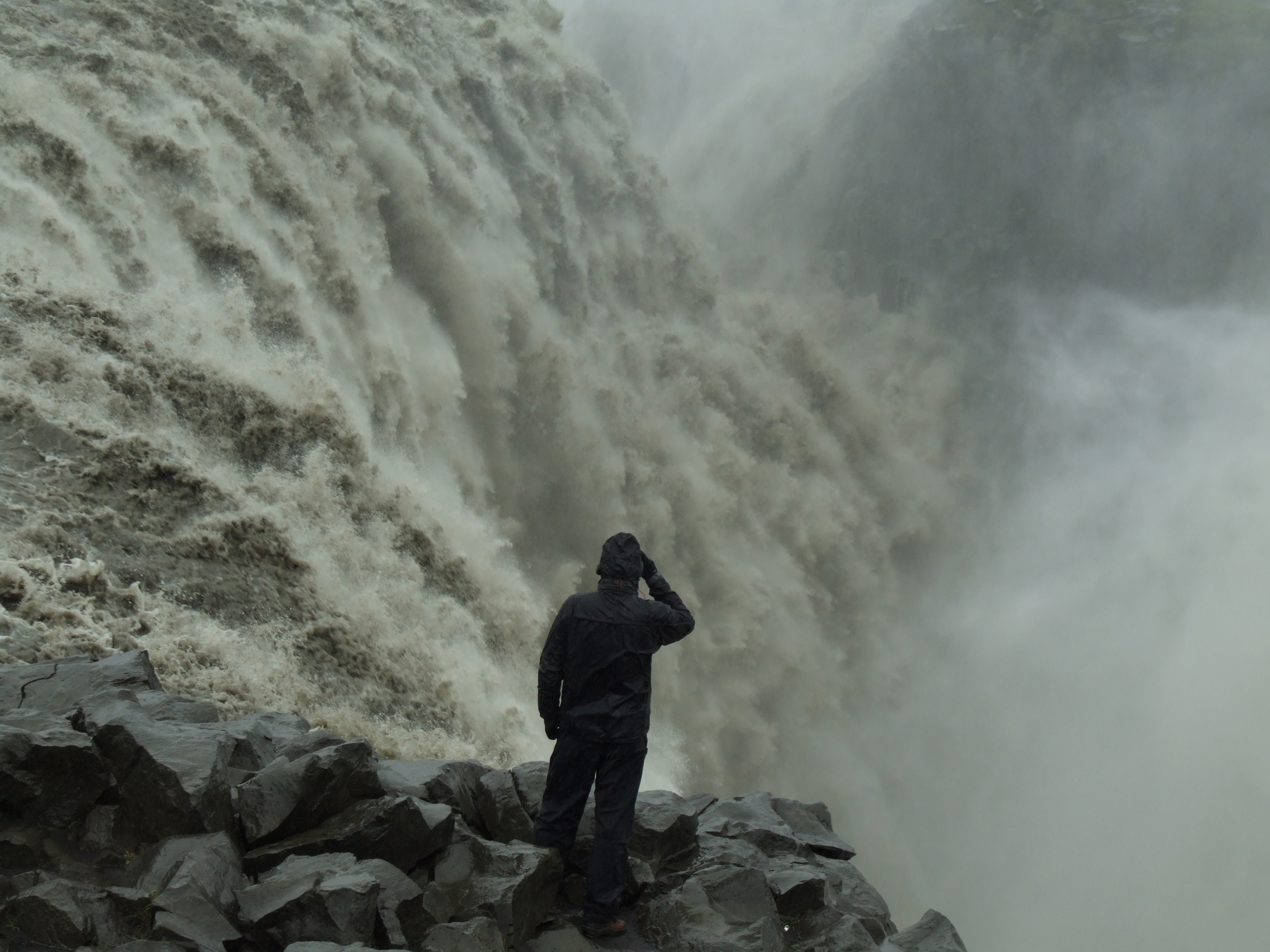
Blick in die Tiefe
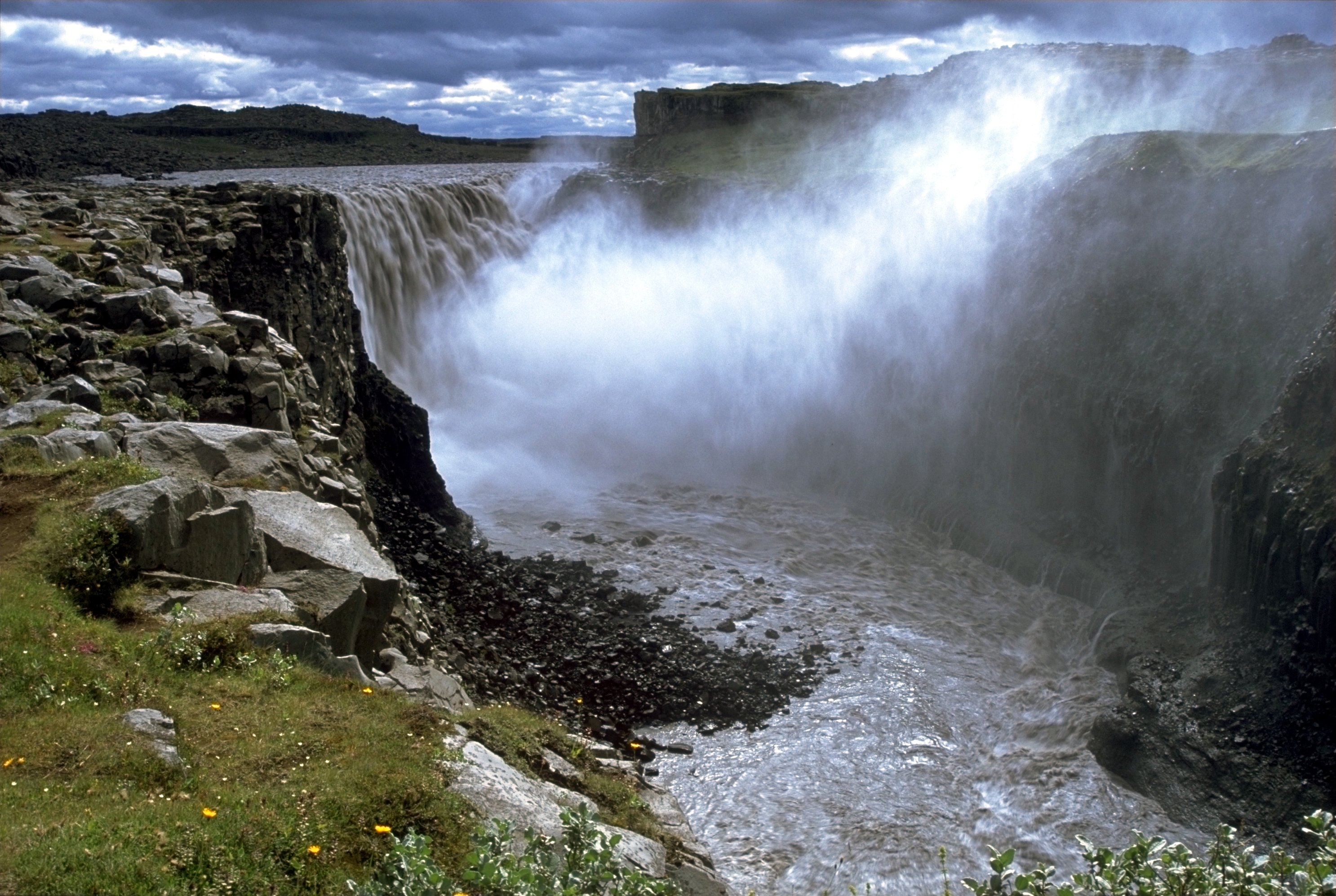
Hochgepeitschte Gischt
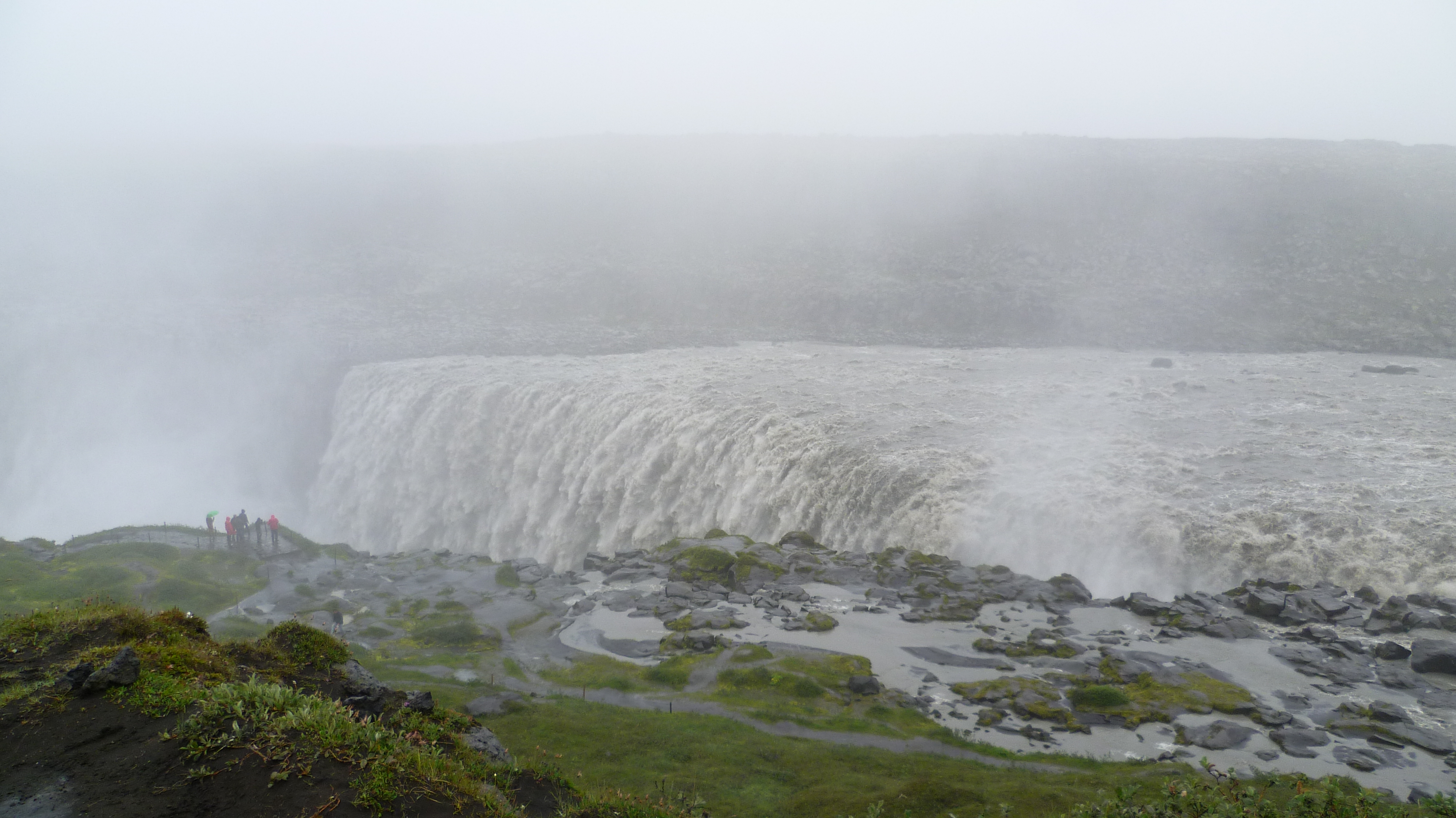
Aussicht auf den Dettifoss von der Westseite
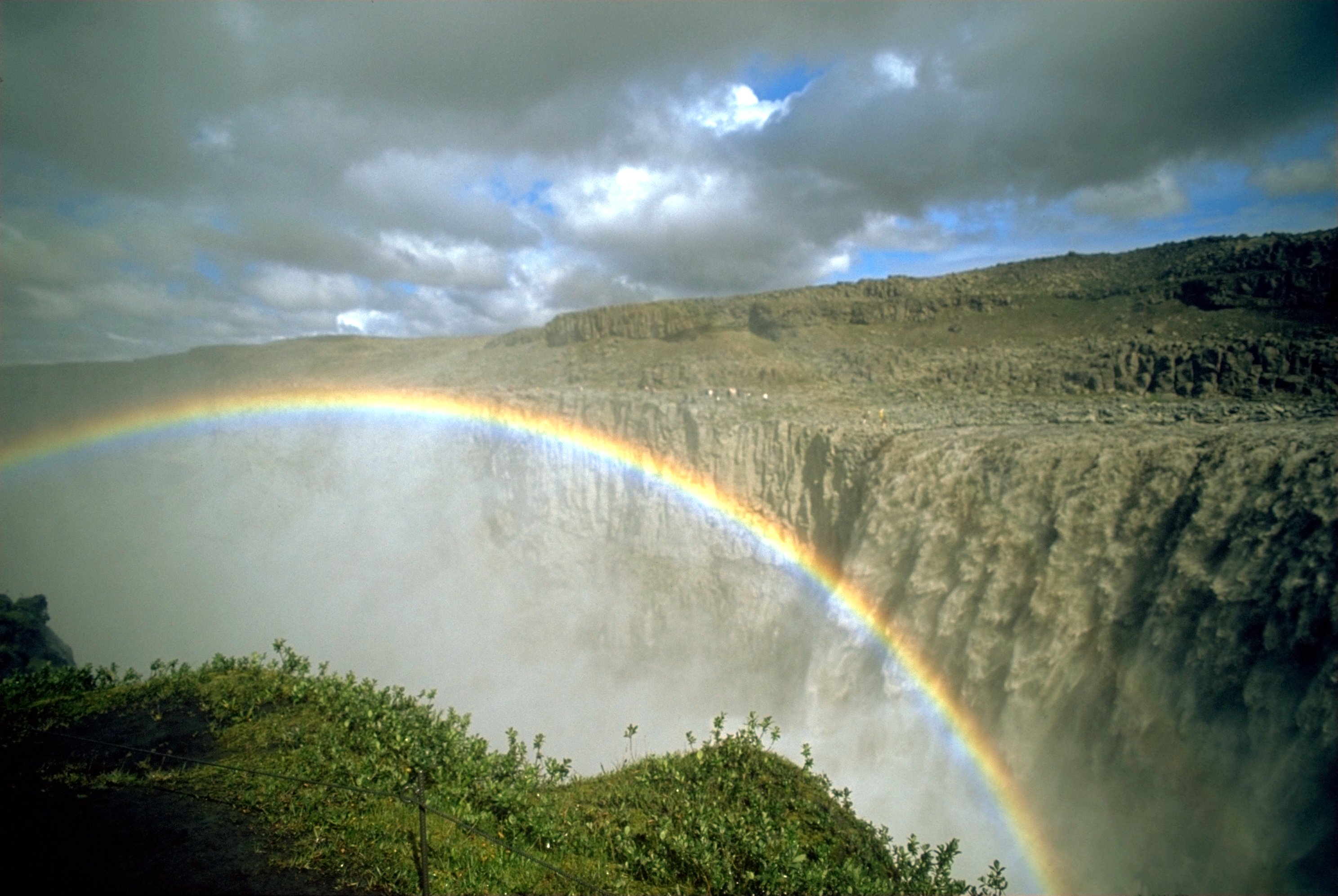
Dettifoss mit Regenbogen
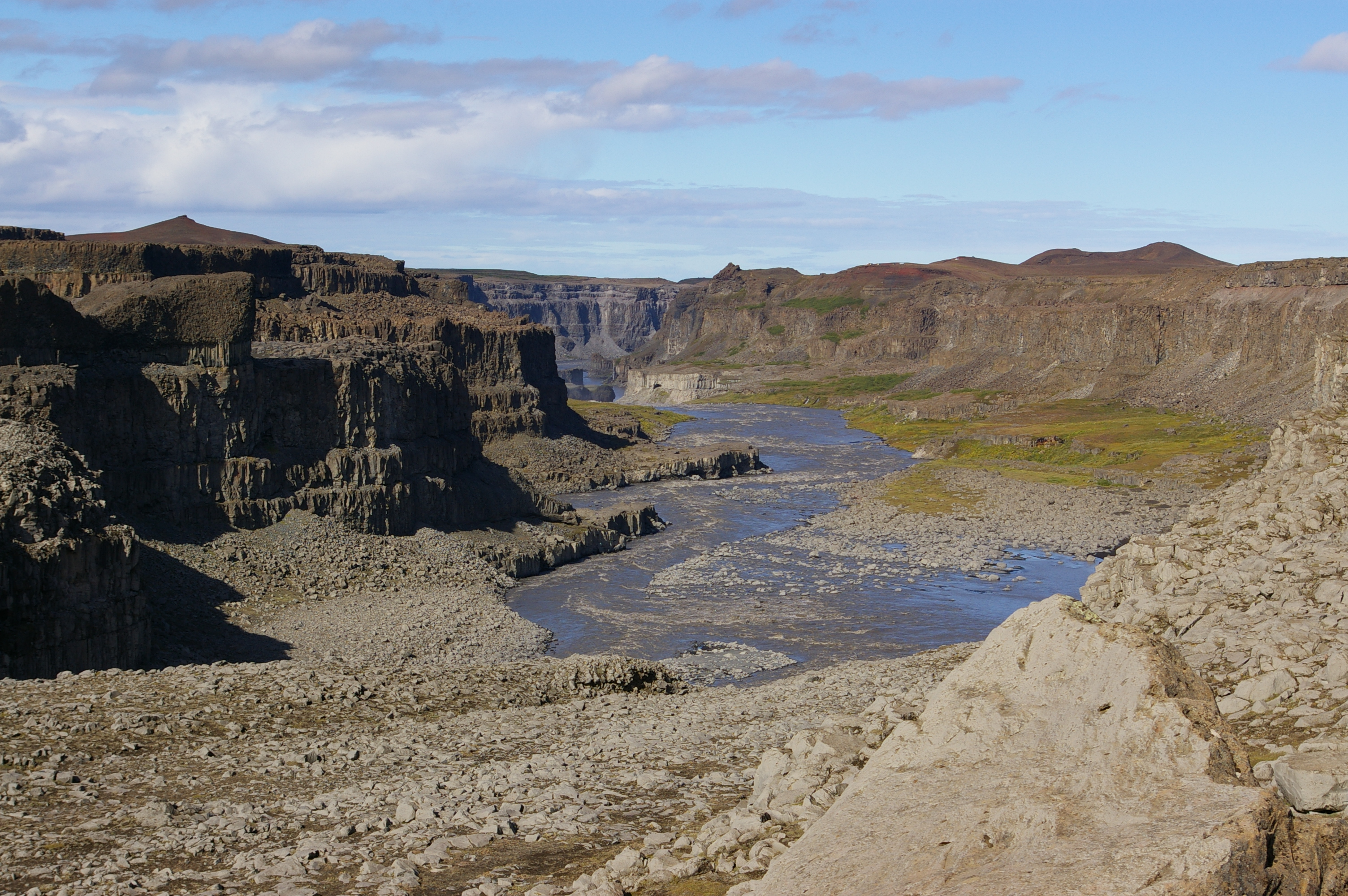
Schlucht Jökulsárgljúfur unterhalb des Dettifoss